# Cécile Gallez
Pour les articles homonymes, voir Gallez.
Cécile Gallez, née Krämer le 16 mai 1936 à Raismes et morte le 31 juillet 2022 à Saint-Saulve, est une femme politique française. Membre de l’Union pour un mouvement populaire (UMP) puis du parti Les Républicains (LR), elle est maire de Saint-Saulve de 1977 à 2020 et députée du Nord par intermittence entre 2002 et 2010.

## Biographie
Pharmacienne de profession, Cécile Gallez fait son entrée en politique en 1971 en devenant conseillère municipale, sans étiquette, de Saint-Saulve (11 033 hab), dans l’agglomération de Valenciennes. Élue maire de cette ville pour la première fois en 1977, réélue depuis à chaque élection municipale sans interruption, elle a achevé en 2020 son septième mandat.
Veuve de Gérard Gallez, sans enfant, elle fait valoir ses droits à la retraite en 2000 à l’âge de 64 ans, soit un an avant l’âge légal de départ pour les professionnels de santé libéraux. Elle est particulièrement sensible aux questions liées au handicap, aux personnes âgées, à l’autonomie et à la dépendance.
Depuis le 26 juin 2011, elle détient le record du plus long majorat à Saint-Saulve (43 ans, 2 mois et 14 jours), dépassant la durée de majorat de François-Joseph Moreau (34 ans, 3 mois et 12 jours), de 1813 à 1847.
Le 8 octobre 2011, elle est élevée au grade de chevalier dans l’ordre national de la Légion d’honneur par le préfet du Nord, Dominique Bur, pour les actions civiles rendues à la Nation.
Le 8 avril 2014, à la suite de la renonciation du maire de Berck, Jean-Marie Krajewski, à briguer un nouveau mandat, elle devient également le maire en fonction le plus âgé du Nord-Pas-de-Calais,.

### Maire de Saint-Saulve

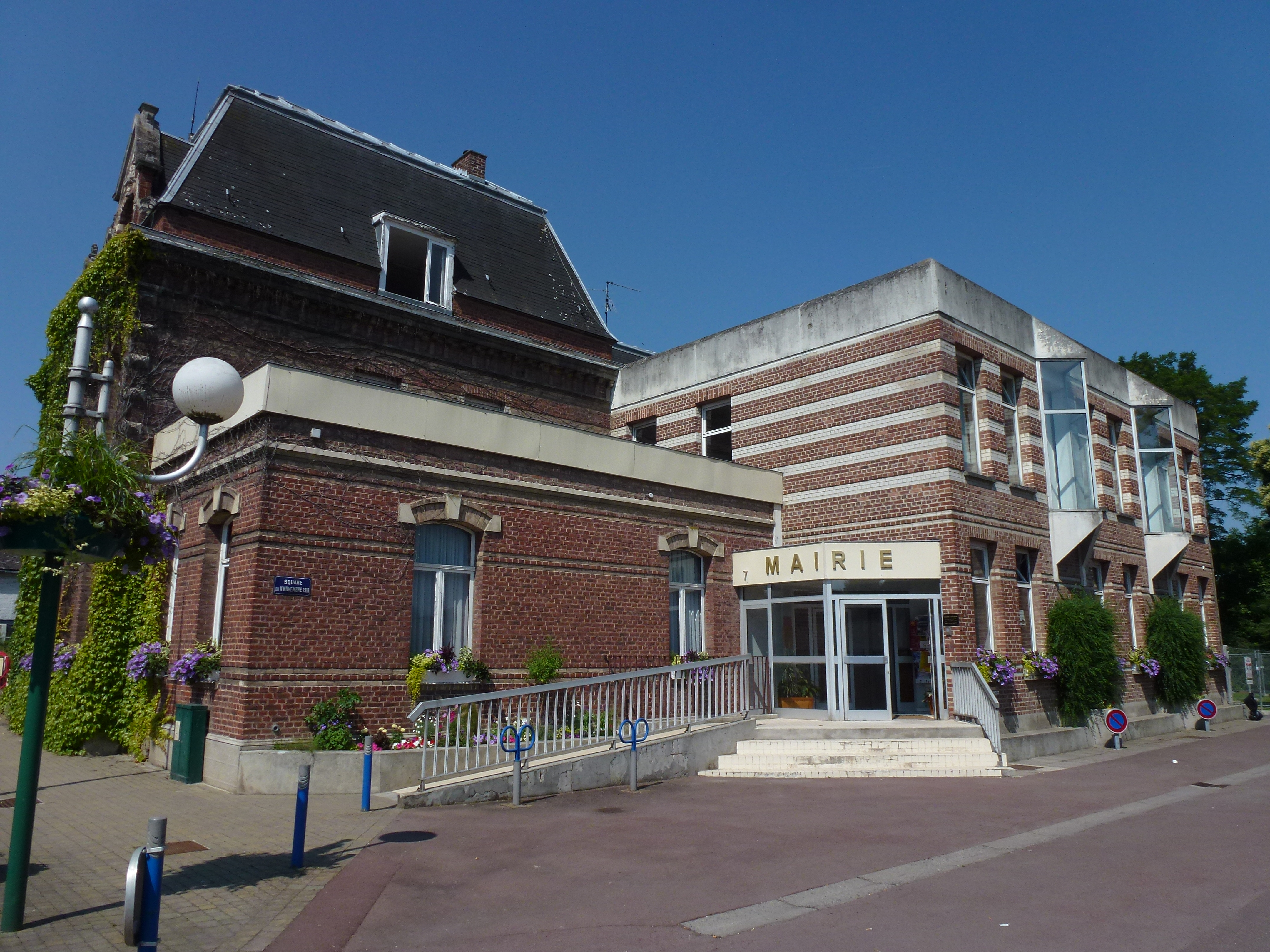
La mairie de Saint-Saulve.

Sous sa municipalité, Cécile Gallez a fait le choix d’insister sur les domaines de la culture (espace Athéna, bibliothèque pour tous), l’éducation, la jeunesse (halte-garderie de la Pépinière, maison des jeunes et de la culture), les infrastructures (tramway de Valenciennes), le développement démographique et économique (réhabilitation des immeubles de la Pépinière, développement de la zone industrielle de Valenciennes – Saint-Saulve) et les équipements sportifs (salle des sports Schuman et centre aquatique).
Elle rencontre également des moments difficiles, comme le comblement des carrières souterraines du Rôleur en 1986, l’abandon du projet de tramway au début des années 2010 au profit d’un bus à haut niveau de service, la fermeture en 2017 de l’usine Vallourec qu’elle a vu naître, mais le soutien à la municipalité et sa popularité personnelle restent élevés au sein de la population.
Après sa sixième réélection en mars 2008, elle s’est attachée au réaménagement de l’avenue Charles-de-Gaulle, à la rénovation de la place du 8-Mai-1945, à l’accessibilité des établissements recevant du public (mairie, bibliothèque, écoles, église) ainsi qu’au cadre de vie (aménagement de la cité du Bosquet, parc urbain du Rôleur, concours des villes et villages fleuris, installation de la vidéosurveillance dans certains quartiers de la ville).
À plusieurs reprises, Cécile Gallez fait part publiquement de son optimisme et de sa confiance en l’avenir de sa ville, malgré le contexte économique particulièrement difficile. Ainsi, en juillet 2013, interviewée par La Voix du Nord, elle estime n’avoir « rien fait de géant » et affirme que « l’argent, c’est le nerf de la guerre. Des idées, j’en ai mais sans argent… », répétant que « Saint-Saulve n’est pas une commune riche ».
Un classement publié le 10 mars 2014 sur le site linternaute.com place Cécile Gallez en 293e position sur les 777 maires des villes de 10 000 à 50 000 habitants, avec une note pour son action de 10,16⁄20.
Aux élections municipales de 2014, elle se représente en renouvelant la moitié de son équipe et l’emporte dès le premier tour avec 74,67 % des suffrages exprimés, notamment face à son adversaire socialiste (16,72 %). Elle dispose ainsi d’une majorité de 30 conseillers sur 33, ce qui lui permet d’être réélue maire le 29 mars 2014, rassemblant sous son nom les 30 voix des élus de sa liste, ainsi qu’une voix de l’opposition.
Les débuts de son septième mandat à la mairie sont marqués par une attention particulière à la démocratie de proximité, notamment par la signature du nouveau contrat de ville qui permet entre autres la création d’un conseil citoyen, et par la mise en place du dispositif de « citoyens vigilants » sur la commune. L’année 2014 est aussi celle des grands travaux avec le réaménagement de la mairie et le remplacement du terrain de schiste du complexe sportif par un terrain en gazon synthétique, l’aménagement de l’espace de proximité du Bosquet, la réfection de la salle Coubertin, le plan de déplacements urbains pour faciliter la circulation des piétons, des cyclistes et des véhicules.
En 2015, les élus socialistes et communistes au conseil municipal dénoncent la mauvaise gestion pratiquée par l’exécutif, les projets de travaux d’aménagements « somptuaires et présomptueux » et la politique de recrutement privilégiant les sympathisants de droite et le non-remplacement des départs à la retraite,,.
Pour fêter ses 80 ans, le 16 mai 2016, les colistiers de Cécile Gallez lui organisent un anniversaire surprise à la salle des fêtes de Saint-Saulve. Cette réception a suscité des interrogations et des critiques au sein de la population et parmi ses opposants, qui y voient un parallèle avec l’augmentation des impôts locaux,. La même année, la maire a dû faire face au décès de deux conseillers municipaux, Jean Letellier et Jean-Marc Hochart, respectivement en août et en septembre,.
L’année 2017 marque ses 40 années à la tête de la municipalité. Elle entreprend à nouveau une longue série de travaux en commençant par la démolition et la reconstruction de l’île de la mairie, et l’entretien des bâtiments et des « 42 km de rues ».

### Députée du Nord
Le 1er juin 1997, elle est élue comme suppléante du député Jean-Louis Borloo dans la vingt et unième circonscription du Nord. Lorsque celui-ci est nommé au gouvernement, en mai 2002, elle prend sa succession à l’Assemblée nationale à partir du 8 juin 2002, pour dix jours, comme d’autres suppléants de députés nommés au gouvernement, et ce jusqu’à la fin de la XIe législature, alors que l’Assemblée ne se réunit plus.
Le 16 juin 2002, elle est de nouveau suppléante de Jean-Louis Borloo (le ticket est élu avec 63,88 % des voix au second tour) et fait son retour à l’Assemblée nationale à partir du 19 juillet 2002. Elle y siège pendant la quasi-totalité de la XIIe législature. Elle est alors apparentée au groupe UMP et membre de la commission des Affaires culturelles, familiales et sociales.
En 2005, Cécile Gallez vote pour l’adoption du traité constitutionnel européen et du projet de Charte de l’environnement.
Pour les élections législatives de 2007, elle est encore une fois suppléante de Jean-Louis Borloo (élu avec 53,69 % des voix dès le premier tour). Celui-ci étant nommé au gouvernement le 19 mai 2007, elle siège à nouveau au palais Bourbon à partir du 20 juillet 2007, pour la XIIIe législature (2007-2012). Siégeant d’office chez les non-inscrits pour les trois premiers jours de la législature, elle rejoint le groupe UMP le 24 juillet 2007, et est membre de la commission des Affaires sociales.
Le 5 décembre 2007, elle présente une proposition de loi permettant une plus grande mobilisation de logements sociaux, par deux mesures en faveur de l’investissement immobilier locatif : une exonération d’ISF sur les logements ainsi loués, et une exonération fiscale totale sur les revenus locatifs.
Lors du Congrès du Parlement du 4 février 2008, elle vote en faveur du traité de Lisbonne et de la révision constitutionnelle qui l’accompagne.
Le 25 novembre 2008, elle reçoit à Saint-Saulve le président de la République Nicolas Sarkozy, accompagné de Jean-Louis Borloo, ministre d’État, ministre de l’Écologie, de Laurent Wauquiez, secrétaire d’État chargé de l’Emploi et de Valérie Létard, secrétaire d’État chargée la Solidarité.
En février 2009, Cécile Gallez est l’auteure d’un rapport sur l’hébergement des personnes âgées et handicapées en Belgique, usuellement nommé Rapport Gallez.
En septembre 2010, alors que le gouvernement prépare une réforme des retraites repoussant l’âge de départ à la retraite, Cécile Gallez se dit attentive aux « gens qui ont travaillé dur », à « la véritable pénibilité du travail » ainsi qu’aux « générations à venir ». Elle déclare qu’elle votera cette loi « nécessaire », mais sous réserve que « tout le monde s’accorde sur la pénibilité et les polypensionnés ».
Le 8 novembre 2010, elle est l’invitée de Nathalie Cuman dans l’émission Le Député du Jour, sur LCP.
Le 14 décembre 2010, elle cède sa place à Jean-Louis Borloo, un mois après la fin de ses fonctions gouvernementales.
Interrogée sur son bilan à l’Assemblée, elle estime avoir travaillé du mieux possible, mais déclare ne pas avoir apprécié les séances de questions au gouvernement : « ça ne reflète pas le boulot qu’on fait. Celles que j’ai posées étaient techniques, rien d’autre », ajoutant que « le travail le plus intéressant, c’est en commission ». Elle se félicite notamment d’avoir pu apporter sa « touche personnelle » à la loi de financement de la sécurité sociale.
Pour les élections législatives de 2012, alors qu’elle avait été pressentie pour lui succéder, elle est à nouveau désignée suppléante de Jean-Louis Borloo. Le ticket est réélu le 17 juin 2012, en obtenant 55,83 % des voix au second tour.
Après la démission de Jean-Louis Borloo, elle devient la députée suppléante de Laurent Degallaix, maire de Valenciennes. Se présentant comme le ticket « légitime » pour succéder à l’ancien ministre, le binôme est élu le 29 juin 2014, au second tour de l’élection législative partielle, avec 72,14 % des suffrages exprimés.

### Autres engagements nationaux et locaux
En 1994, elle est élue conseillère générale dans le canton d’Anzin. Réélue en 2001, elle doit cependant démissionner du conseil général du Nord en 2002 pour cumul de mandats.
Cécile Gallez est également la 1re vice-présidente de la communauté d’agglomération de Valenciennes Métropole depuis sa création le 1er janvier 2001 jusqu’au 16 mars 2008, et avait auparavant dirigé la communauté de communes de la Vallée de l’Escaut, entre 1993 et 2000. À partir du 19 mars 2008, elle est conseillère communautaire.
En mars 2008, elle adresse à tous les Saint-Saulviens une lettre de soutien à Hervé Brouillard, son adjoint, candidat divers droite aux élections cantonales.
Pour l’élection présidentielle de 2012, elle donne son parrainage d’élue à Nicolas Sarkozy.
En 2014, elle soutient la candidature de Laurent Hénart pour l’élection du nouveau président du Parti radical.
En février 2016, elle se mobilise aux côtés des salariés de l’usine Vallourec après l’annonce de la fermeture du laminoir de Saint-Saulve, à laquelle s’ajoute la suppression de 300 emplois au 1er trimestre 2017. L’intégralité des affichages municipaux sont remplacés par des affiches portant le slogan « Nous sommes tous Vallourec France » sur fond orange et bleu (les couleurs de Vallourec). Ce slogan est diffusé sur le site internet de la commune et utilisé lors de la manifestation de soutien du 26 mai 2016 à Valenciennes. L’année précédente, Cécile Gallez avait reçu en mairie de Saint-Saulve une délégation de syndicalistes de l’usine et obtenu une entrevue à Bercy avec le ministre de l’Économie et de l’Industrie, Emmanuel Macron, qui a exprimé la vigilance du gouvernement sur les recapitalisations de Vallourec.
Dans le cadre de la primaire présidentielle des Républicains de 2016, elle indique qu’elle ira voter mais ne communique pas sa position de vote.
Elle est candidate aux élections sénatoriales de 2017 dans le Nord, en dernière position sur la liste « République et territoires » conduite par Valérie Létard.

### Retrait progressif de la vie politique
Cécile Gallez confie dès 2010, à l’âge de 74 ans, sa volonté de « décélérer doucement » mais de « ne pas tout arrêter en même temps ».
Selon certains détracteurs, le faible crédit de la gauche locale pourrait aussi favoriser les scores de Cécile Gallez, réélue très largement au premier tour lors des derniers renouvellements municipaux. Pourtant, elle affirme ne pas souhaiter briguer un nouveau mandat en 2020, et annonce son intention de céder le fauteuil de maire à son 1er adjoint en fin de mandat, « pour préparer la succession ». Dans le même temps, elle indique qu’elle restera maire « le plus longtemps possible ».
Elle émet cependant le souhait de poursuivre son engagement dans une autre voie, et de ne pas rester « inerte ».
En 2017, elle ne se représente pas comme députée suppléante aux élections législatives, et apporte son soutien à Béatrice Descamps et Laurent Degallaix.
Après 43 années passées comme maire de Saint-Saulve et 49 ans en politique, elle ne se représente pas aux élections municipales de 2020 ; son premier adjoint, Yves Dusart, par ailleurs vice-président du conseil départemental du Nord, est désigné comme tête de liste de la majorité municipale pour lui succéder.
Cécile Gallez meurt le 31 juillet 2022 à Saint-Saulve, à l’âge de 86 ans. De nombreuses personnalités de tous bords politiques lui rendent hommage, dont le ministre de l’Intérieur Gérald Darmanin. Sa dépouille est exposée dans la salle des mariages de la mairie de Saint-Saulve pour un hommage populaire, avant ses obsèques le 5 août 2022 en l’église Saint-Martin, en présence notamment de Xavier Bertrand, président du conseil régional des Hauts-de-France, et de nombreux maires et élus du département du Nord.

## Détail des mandats et fonctions

### Mandat de député
- 08/06/2002 - 18/06/2002 : députée de la 21e circonscription du Nord (suppléance de Jean-Louis Borloo, nommé au gouvernement)
- 19/07/2002 - 19/06/2007 : députée de la 21e circonscription du Nord (suppléance de Jean-Louis Borloo, nommé au gouvernement)
- 20/07/2007 - 14/12/2010 : députée de la 21e circonscription du Nord (suppléance de Jean-Louis Borloo, nommé au gouvernement)

### Mandat départemental
- 28/03/1994 - 18/03/2001 : conseillère générale du Nord pour le canton d’Anzin
- 19/03/2001 - 31/12/2002 : conseillère générale du Nord pour le canton d’Anzin (démissionnaire pour cumul des mandats)

### Mandat municipal
- 14/03/1971 - 12/03/1977 : conseillère municipale de Saint-Saulve
- 13/03/1977 - 13/03/1983 : maire de Saint-Saulve
- 14/03/1983 - 19/03/1989 : maire de Saint-Saulve
- 20/03/1989 - 18/06/1995 : maire de Saint-Saulve
- 19/06/1995 - 18/03/2001 : maire de Saint-Saulve
- 19/03/2001 - 15/03/2008 : maire de Saint-Saulve (sa liste l’emporte au 1er tour avec 77,47 % des voix)
- 16/03/2008 - 28/03/2014 : maire de Saint-Saulve (sa liste l’emporte au 1er tour avec 66,78 % des voix)[51]
- 29/03/2014 - 27/05/2020 : maire de Saint-Saulve (sa liste l’emporte au 1er tour avec 74,67 % des voix)[52]

### Mandat intercommunal
- 01/01/1993 - 22/12/2000 : présidente de la communauté de communes de la Vallée de l’Escaut
- 01/01/2001 - 16/03/2008 : 1re vice-présidente de la communauté d’agglomération de Valenciennes Métropole
- 19/03/2008 - 27/05/2020 : conseillère communautaire de Valenciennes Métropole

## Activités à l’Assemblée nationale

### Commission permanente

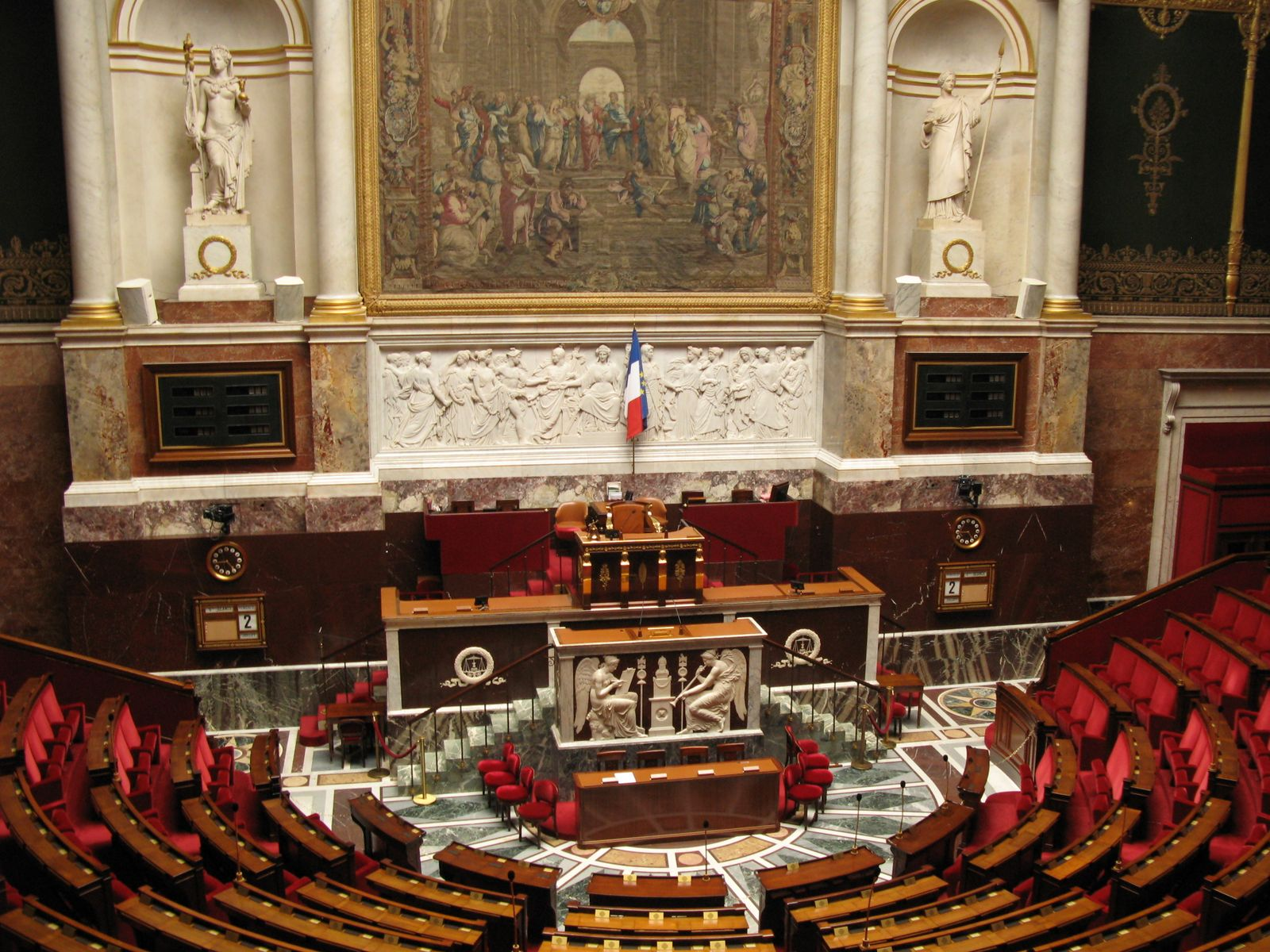
L’hémicycle de l’Assemblée nationale.

- Commission des Affaires culturelles, familiales et sociales
  - 25/07/2002 - 19/06/2007 : membre
  - 27/07/2007 - 30/06/2009 : membre
- Commission des Affaires sociales
  - 01/07/2009 - 14/12/2010 : membre

### Commission spéciale et commission ad hoc
- Commission spéciale chargée d’examiner le projet de loi relatif à la bioéthique
  - 10/11/2010 - 14/12/2010 : membre

### Office parlementaire
- Office parlementaire d’évaluation des politiques de santé
  - 02/03/2004 - 19/06/2007 : membre

## Distinctions
Cécile Gallez est nommée au grade de chevalier dans l’ordre national de la Légion d'honneur en 2011.
Le 21 juin 2019, elle se voit remettre la médaille du Sénat par le président de la chambre haute, Gérard Larcher, en présence de Valérie Létard et Laurent Degallaix. Le 12 juillet suivant, elle est nommée « prodige de la République » par le préfet du Nord, Michel Lalande.
Plusieurs lieux, infrastructures et objets rendent hommage à Cécile Gallez. C’est notamment le cas d’une maison de la petite enfance à Saint-Saulve, d’une résidence seniors à Anzin, mais aussi d’un buste de Marianne à son effigie réalisé par le service de communication de la ville de Saint-Saulve.

## Œuvre posthume
- Cécile Gallez (avec le concours éditorial de Nicolas Mougin), Mémoires inachevées, Éditions BOD, coll. « Histoire & sciences sociales », 2024, 104 p. (ISBN 9782322520237)[59].

### Sources
- Fiche d’identité sur le site de l’Assemblée nationale
- Le Monde des 12 et 19 juin 2007